# برتورينكل (كورنوال)
برتورينكل (بالإنجليزية: Portwrinkle)‏ هي قرية تقع في المملكة المتحدة في كورنوال.